# Tournai

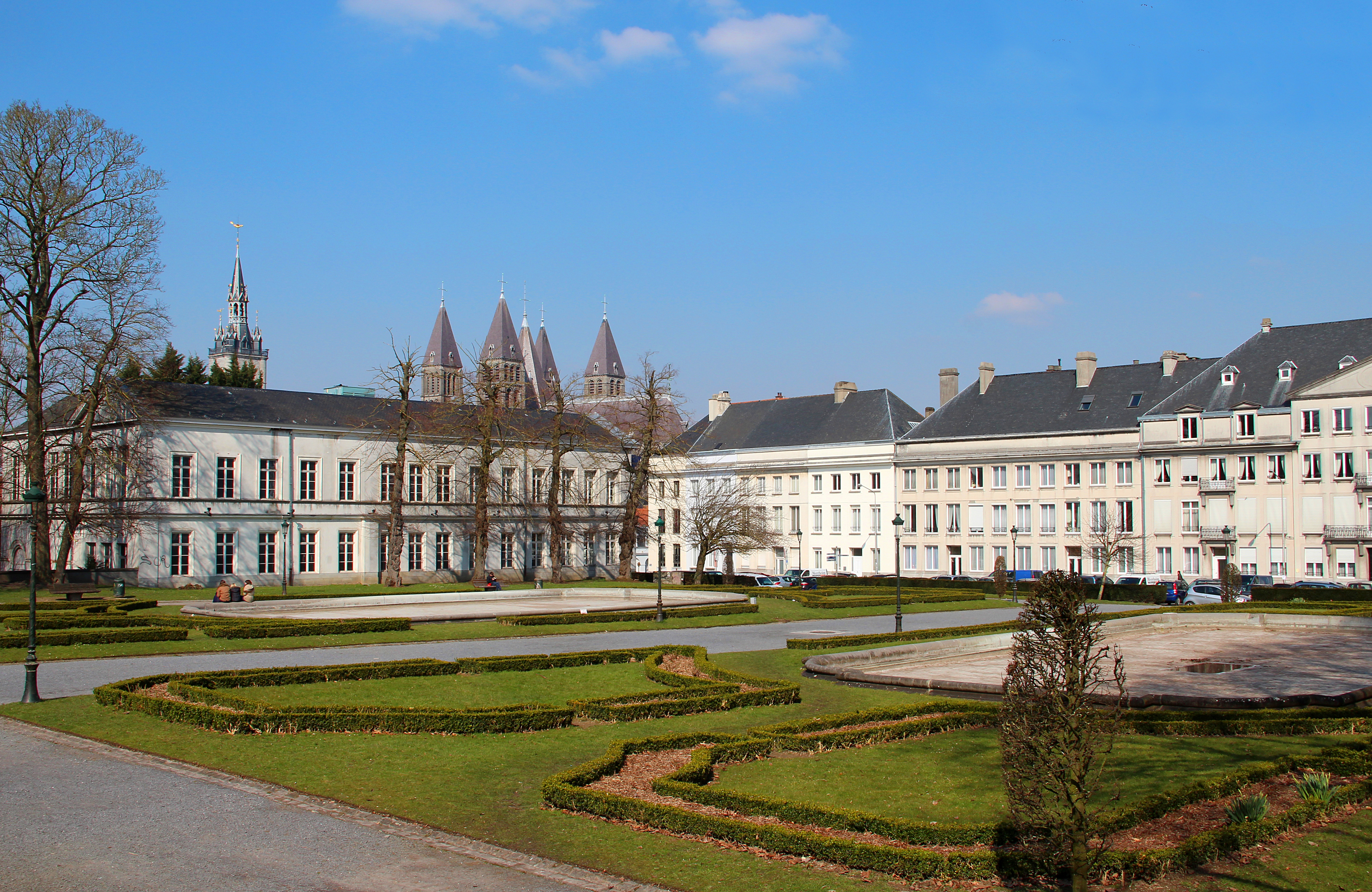
Edifícios de Tournai

Tournai (neerlandês: Doornik) é uma cidade e um município da Bélgica localizado no distrito de Tournai, província de Hainaut, região da Valônia. A cidade está situada no centro de uma região agrícola e às margens do rio Escalda.
A cidade viveu 18 anos de história tumultuada, mas preservou intacta a sua reputação de cidade da arte.
A catedral gótico-românica de Nossa Senhora, com as suas 5 torres sineiras, é um dos mais preciosos edifícios religíosos da Bélgica. O Campanário de 72 metros tem um carrilhão com 43 sinos.

## Patrimônio
- Le Beffroi - Patrimônio mundial da UNESCO
- Catedral Notre-Dame de Tournai - Patrimônio mundial da UNESCO